# Ticketon.cz
Ticketon.cz byl online systém pro prodej a rezervaci vstupenek na různé druhy akcí. Vedle samotného prodeje se zaměřuje zejména na marketingovou podporu prodávaných akcí. Poskytuje možnost kontroly vstupenek v místě konání – od odbavení pomocí mobilních zařízení, přes instalaci software do PC, až čistě papírové řešení pro případy, kde je třeba se technice vyhnout.
V roce 2012 získal Křišťálovou lupu v kategorii E-commerce inspirace.